# LG (azienda)
LG Corporation, conosciuta anche come LG Group LG그룹? o semplicemente LG (엘지?, EljiLR), è un'azienda multinazionale sudcoreana fondata nel 5 gennaio 1947 da Koo In-hwoi, che produce prodotti di elettronica, e prodotti petrolchimici. Affiliata alla LG Group vi è la LG Electronics.

## Storia
Creato nel 1947 con la denominazione LuckyChemical, esso prese il nome Lucky Goldstar nel 1976 e LG nel 1995. LG è l'abbreviazione di Lucky Goldstar o anche Lucky Geumseong (럭키금성) in Corea del Sud anche di Life's Good. Inizialmente era un'azienda chimica famosa per prodotti come detersivi,  dentifrici e altri prodotti per la famiglia disponibili solo sul mercato interno con il marchio Lucky.
Negli anni '50 la produzione si allargò agli apparecchi radio con la creazione della controllata Goldstar (oggi LG Electronics), grazie ai quali il gruppo iniziò a farsi conoscere in Giappone e altri Paesi asiatici con il nome Happy Happy Good Times. In altri mercati internazionali, fra cui l'Italia, molti prodotti di elettronica della società furono venduti in passato con il nome Goldstar, mentre in Corea del Sud fu utilizzato anche il marchio Lucky.

## Accordi e collaborazioni
Fin dal 2000, la LG ha un legame molto forte con la Royal Philips Electronics: da questa unione sono nate LG Philips Display e LG.Philips LCD (ora LG Display).
La LG ha anche un legame con la Hitachi, leader nella produzione di soluzioni su dati ottici come DVD, masterizzatori, ecc.. Inoltre possiede la squadra di baseball LG Twins sin dal 1989.
Nel 1995 la LG acquisì una quota di maggioranza di Zenith, una società americana produttrice di televisori, che assorbì completamente nel 1999. Dalla stagione 2009 è stato sponsor ufficiale della Formula 1 per cinque anni, creando le grafiche delle gare, e concludendo il contratto alla fine della stagione 2013.

## Compagnie aziendali
- LG Electronics
- LG Display
- LG Innotek
- LG Chem
- LG Energy Solution

- LG Household & Health Care
- LG U+
- LG CNS
- G2R
- HS Ad

## Compagnie associate
- GS Group
- LS Group
- LIG Group
- LX Group

## Evoluzione logo

1 logo: 1995–2014
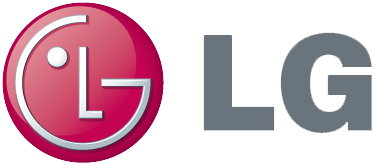
2 logo: 2008–2014
3 logo: 2014–2023
4 logo: dal 2023